# National Baptist Convention of America
Die National Baptist Convention of America International, Inc. (NBCA Intl oder NBCA) ist eine US-amerikanische Baptistenunion mit Gemeinden in den Vereinigten Staaten, Kanada und einigen Ländern Afrikas und der Karibik. Sie wird von Afroamerikanern dominiert. 
Die Gründung der NBCA resultierte aus dem Streit im Jahr 1915 um die Unabhängigkeit des National Baptist Publishing Board of Nashville. Die Befürworter eines unabhängigen Boards um den Pastor Richard Henry Boyd spalteten sich von der National Baptist Convention ab und gründeten die National Baptist Convention of America. Nach einer weiteren Spaltung entstand 1988 die National Missionary Baptist Convention of America und 1994 eine Gruppe um Bischof Paul S. Morton Sr. namens Full Gospel Baptist Church Fellowship.
Mit rund 3.500.000 Mitgliedern in rund 8.000 Gemeinden liegt die NBCA auf Platz 8 der mitgliederstärksten Denominationen in den USA und ist die drittgrößte religiöse Vereinigung von afroamerikanischen Christen in den Vereinigten Staaten. Dreimal im Jahr wird eine Delegiertenkonferenz abgehalten; daneben arbeiten verschiedene Kommissionen und Ausschüsse. Das Hauptquartier, das lange Zeit in Dallas, Texas, lag, wurde 2017 auf den Campus des Simmons College of Kentucky in Louisville (Kentucky) verlegt. Präsident ist seit 2014 Samuel Tolbert.
Die NBCA ist Mitglied im Ökumenischen Rat der Kirchen, im National Council of Churches der USA und im Baptistischen Weltbund.